# Entertainment One
Entertainment One Ltd., més conegut com a eOne, és una empresa d'entreteniment multinacional canadenca que actualment treballa com a productora de contingut i distribució filial de Lionsgate, fabricants de joguines americans.
Amb seu a Toronto, Ontario, l'empresa treballa principalment en l'adquisició, distribució, i producció de pel·lícules, música, i sèries televisives. L'empresa es basava en un format monetari d'accions dins la Borsa de valors de Londres fins que va ser adquirida per Hasbro el desembre de 2019.

## Història

### Inicis
L'empresa té els seus orígens en la distribuidora musical Records on Wheels, la qual va ser fundada el 1970, i la cadena de música minorista CD Plus. La cadena estava en procés d'adquirir altres empreses per reforçar les seves operacions majoristes dins l'àmbit de la música i el vídeo domèstic, cosa que va provocar la compra de ROW el 2001. El seu vicepresident d'operacions, Darren Throop, es va unir a l'empresa després que CD Plus adquiris la seva cadena de venda de discos amb seu a Halifax, Urban Sound Enchange. Aquesta fusió de companyies més endavant va esdevenir Row Entertainment, essent Throop el president i CEO de la companyia. L'empresa cotitzava a la Borsa de Toronto com a fideïcomís d’ingressos, és a dir, que els seus impostos els pagaven els seus accionistes en lloc de la pròpia empresa.
Després, ROW va començar a divesificar les seves operacions cap a la propietat de contingut. El juny de 2005, va adquirir Koch Entertainment, empresa de distribució de música independent nord-americana i editor de contingut d’entreteniment domèstic.
El 2007, l'empresa va acceptar 188$ milions una adquisició de capital públic de 188 milions de dòlars per part de Marwyn Investment Management, qui financiaria la seva expansió; la companyia cotitzava a Alternative Investment Market de Londres com a Entertainment One Ltd.

### Expansió
El 2007, Entertainment One va adquirir la distribuïdora cinematogràfica amb seu a Montreal, Seville Pictures, i la distribuidora del Regne Unit, Contender Entertainment Group. El mateix any, la companyia va aconseguir el seu primer acord de producció cinematogràfic amb Summit Entertainment, gestionant la distribució al Canadà i el Regne Unit. A més, va adquirir el distribuïdor de pel·lícules britànic Contender Entertainment. Va continuar creixent el 2008 amb la compra de Les adquisicions van continuar dins 2008 amb la compra del distribuïdor Benelux RCV Entertainment.
El mateix any, eOne va adquirir els estudis televisius Blueprint i Barna-Alper, a més del distribuidor internacional de televisió Oasis International. Throop va afirmar que la companyia intentava "replicar l'èxit de l'Alliance Atlantis", amb un focus en diversificar la producció conjuntament amb la distribució, essent una empresa en aquests dos factors. A més, el mateix 2008 l'empresa cotitzava dins la Borsa de valors de Londres.
L'abril de 2011, eOne va adquirir l'empresa de distribució australiana Hopscotch per 12.9£ milions. El 28 de maig de 2012, eOne proposa una oferta per comprar la distribuïdora canadenca de pel·lícules Alliance Films de Goldman Sachs Group i Investissement Québec. L'acord es va completar el 9 de gener de 2013, donant els drets de distribució a eOne de les pel·lícules canadenques de Sony Pictures Entertainment, The Weinstein Company, Lionsgate Films i Focus Features. El 28 de maig de 2014, eOne va anunciar una inversió estratègica en l'agència interactiva Secret Location; la firma continuaria operant independentment sota la direcció de James Milward (president, productor executiu i fundador), i dels socis Pietro Gagliano (director creatiu i vicepresident) i Ryan Andal (director tècnic i vicepresident). El 2 de juny de 2014, eOne va adquirir Phase 4 Films; el seu conseller delegat, Berry Meyerowitz, va ser nomenat cap del negoci de distribució de pel·lícules als Estats Units i del negoci d’entreteniment familiar nord-americà d’eOne.
El 17 de juliol de 2014, la companyia va adquirir Paperny Entertainment; i el 28 d’agost del mateix any, eOne es fa la propetaria de Force Four Entertainment.
El 5 de gener de 2015, eOne va adquirir una participació del 51% en l'estudi Mark Gordon, amb l'opció oberta d'adquirir la resta del domini en una posterior. La compra va ser un esforç d’eOne per reforçar la seva presència als Estats Units i obrir-se un camí dins aquest mercat. El 9 de setembre de 2015, eOne va reactivar la marca Momentum Pictures (anteriorment utilitzada per Alliance UK) i va anunciar que havia signat un acord de diverses imatges amb Orion Pictures per adquirir pel·lícules conjuntament i així realitzar "estrenes teatrals especialitzades" als EUA, a més de publicacions internacionals dirigides, centrades en la distribució auxiliar i digital.
Marwyn Investment Management va vendre la seva participació del 18% d'Entertainment One al Canadian Pension Plan Investment Board (CPPIB) el 16 de setembre de 2015.
El 30 de setembre de 2015, eOne va adquirir una participació del 70% a l'estudi d’animació britànic Astley Baker Davies, cineguts per la producció de la sèrie d’animació infantil Peppa Pig. El 16 de desembre de 2015, eOne, Steven Spielberg, Reliance Group i Participant Media van anunciar oficialment una empresa conjunta coneguda com a Amblin Partners. eOne seria l'inversor principal, mentre que la majoria de les pel·lícules serien distribuïdes per Universal Pictures.
El 7 de gener de 2016, eOne va fer una inversió estratègica a Sierra Pictures i el 20 de gener de 2016, la companyia va adquirir Dualtone Music Group. El 8 de març de 2016, l'empresa adquirida de gravació, publicació i gestió d’artistes Last Gang, de eOne, va anunciar que el seu fundador Chris Taylor s'uniria a la companyia com a president de música. El 2016, eOne va adquirir una participació majoritària dins la productora Renegade 83.
El 10 d'agost de 2016, eOne va rebutjar una oferta de compra per la cadena de televisió britànica ITV plc, qui va oferir 1.000 milions de lliures esterlines (1.300 milions de dòlars EUA) per la propiedad d'Entertainment One Lt. eOne va considerar que l'oferta era "fonamentalment infravalorada".
El 17 d’agost de 2016, eOne va anunciar que adquiriria Secret Location, sota un import que mai es va rellevar. El 12 de setembre de 2016, eOne va anunciar l'adquisició de l'empresa de gestió musical Hardlivings amb seu al Regne Unit. Aquell mateix any, eOne va adquirir la companyia de gestió musical Nerve.
El 9 de setembre de 2016, eOne va arribar a un primer acord de cofinançament i distribució internacional amb Tooley Productions de Tucker Tooley.
El 2016, eOne va signar un acord amb Ole (ara Anthem Entertainment) per administrar el seu catàleg.
eOne va consolidar els seus estudis de cinema i televisió en una única estructura el 2017, com a part d’un esforç per reposicionar les seves operacions cap a la producció en lloc d’adquisicions i “grans ofertes de producció”.
El maig del 2017, eOne es va unir al productor de Hollywood Brad Weston per llançar l'estudi mundial de creació de contingut MAKEREADY. L'acord va garantir drets de distribució d'eOne als seus territoris i a Universal a la resta de territoris de tot el món.
El 2017, eOne es va unir a Participant Media, Reliance Entertainment, Alibaba Pictures i Universal Pictures per donar suport a Amblin Partners, una empresa de creació de contingut liderada per Steven Spielberg.
El 29 de gener de 2018, eOne va adquirir el 49% restant a The Mark Gordon Co. i Gordon va ser nomenat nou president i director general de continguts de cinema, televisió i digital d’eOne.
Dirant el març de 2018, eOne va adquirir la companyia d’entreteniment en viu Round Room Live, la qual s'encarrega de l'organització d'importants gires, incloent la de PJ Masks, entre d'altres.
L’abril de 2018, eOne va adquirir la companyia de producció del Regne Unit Whiz Kid Entertainment. Més tard aquell mateix any, eOne es va unir a una ronda d'inversió en l'empresa de contingut digital en format curt de Jeffrey Katzenberg "NewTV" (més tard rebatejada Quibi).
El 5 de març de 2019, la divisió Benelux d’eOne va ser adquirida per una nova empresa anomenada WW Entertainment, fundada per Wilco Wolfers i Caspar Wenckebach. Com a resultat, tots els títols d'eOne Benelux, incloses les versions futures, s'han traslladat a WW. Més tard aquell mes, eOne va arribar a un acord amb Universal Pictures Home Entertainment per gestionar la distribució de suports i pel·lícules a Austràlia, Canadà, Alemanya, Espanya, Nova Zelanda, Estats Units i el Regne Unit.
El 2019, eOne va adquirir l'empresa braitnica Daisybeck Studios. Aquell mateix any, eOne va adquirir la productora nord-americana de no ficció de llarga durada BLACKFIN. El mateix any, eOne Music va adquirir Audio Network, una empresa britànica dedicada a la producció de música per a cinema i televisió, per 215 milions de dòlars.

### Adquisicions i objectius
Des que va cotitzar a AIM, eOne ha realitzat una sèrie d'adquisicions.
- El juny de 2007, eOne va adquirir Contender Entertainment Group, un dels majors distribuïdors de contingut de TV al Regne Unit (ara funciona com eOne UK)[56]
- L'agost de 2007, eOne va adquirir Seville Entertainment Inc. per una suma no revelada (ara funciona com Les Films Séville)[57][58]
- El gener de 2008, eOne va adquirir el distribuïdor holandès RCV Entertainment (ara funciona com eOne Benelux)[13]
- El juliol de 2008, eOne va adquirir els productors de televisió Blueprint Entertainment i Barna-Alper Productions, així com els distribuïdors nacionals Oasis International i Maximum Films.[59] (Barna-Alper ara funciona com eOne Television, Maximum Films es va fusionar a eOne Films Canada mentre que Maximum Film International es va fusionar a Les Films Séville, totes les altres van tancar)
- L'abril de 2011, eOne va adquirir la companyia australiana de distribució Hopscotch per 12,9 milions de lliures esterlines.[16] (ara funciona com eOne Austràlia)
- El gener de 2013, eOne va adquirir Alliance Films.[60]
- El juny de 2014, eOne va adquirir Phase 4 Films.[20]
- El juliol de 2014, eOne va adquirir Paperny Entertainment.[21][22]
- L’agost de 2014, eOne va adquirir Force Four Entertainment.[23]
- El maig de 2014, eOne va fer una inversió estratègica en renda variable en l'agència interactiva Secret Location i, posteriorment, va prendre el control total.[61]
- El gener de 2015, eOne va adquirir una participació del 51% a The Mark Gordon Company, l'estudi de producció de sèries de televisió com Quantico, Grey's Anatomy, Army Wives, Ray Donovan i Criminal Minds; i pel·lícules com Steve Jobs, Source Code, The Day After Tomorrow i Speed. Va adquirir el 49% restant el gener del 2018.[62][63]
- El setembre de 2015, eOne va adquirir una participació de control a Astley Baker Davies, augmentant així la seva propietat de la franquícia preescolar Peppa Pig.[64]
- El març de 2018, eOne va adquirir Round Room Entertainment, una companyia d’entreteniment en directe, fundada per Stephen Shaw el 2016.[65][66]
- L'abril de 2018, eOne va adquirir una participació majoritària del 70% en Whiz Kid Entertainment, productora d' Ex on the Beach, amb seu a la Gran Bretanya.[67]
- L’abril de 2019, eOne va adquirir Audio Network amb seu al Regne Unit, un creador i editor independent de música original per al seu ús en cinema, televisió, publicitat i mitjans digitals.[68]
- El juliol, eOne va adquirir la productora britànica Daisybeck Studios.[69]
- El setembre de 2019, eOne va adquirir el productor de contingut de no ficció, basat als Estats Units, Blackfin.[70]

### Filial Hasbro
El 22 d’agost de 2019, la companyia nord-americana de joguines i mitjans de comunicació Hasbro va anunciar que havia arribat a un acord per adquirir Entertainment One per 4.000 milions de dòlars. Throop va citar que els seus objectius per "desbloquejar el poder i el valor de la creativitat" estaven "alineats amb els objectius corporatius de Hasbro", i es millorarien mitjançant l'accés a les propietats i capacitats de comercialització de Hasbro. Les operacions canadenques d’eOne s'estructuraran de manera que es mantingui l'elegibilitat per a la classificació de contingut canadenc. L'acord va ser aprovat pel Tribunal Superior de Justícia d'Ontario.
El 21 de novembre de 2019, l'Autoritat de la Competència i els Mercats (CMA) del Regne Unit va anunciar que investigaria la compra segons la legislació britànica sobre competència, per determinar si resultaria en una disminució de la competència dins el sector. La venda es va completar el 30 de desembre de 2019.
Throop continua sent el conseller delegat d’eOne, en comptes del conseller delegat de Hasbro, Brian Goldner. El CMA del Regne Unit va autoritzar l’adquisició el mes següent. L’abril de 2020, eOne tenia en el desenvolupament inicial (guió) de la seva primera pel·lícula relacionada amb Hasbro, una pel·lícula d’animació de Transformers encara sense títol.
L’octubre de 2020, eOne va assumir el càrrec com a nou grup de producció de Hasbro i va començar el desenvolupament i distribució de contingut basat en propietats de la companyia de joguines, cosa que va provocar que Allspark fos absorbida per l'empresa adquirida.

## Divisions

### Pel·lícules
La divisió de cinema eOne inicialment participava en l’adquisició de pel·lícules per a distribució internacional, però des dels seus orígens ha desplaçat els seus recursos cap a la producció i el finançament de les seves pròpies pel·lícules.
Aquest sector es va crear el 2007, amb l'adquisició de Séville Pictures molt poc després. El 2012, la companyia va anunciar que adquiriria Alliance Films per 225 milions de dòlars. Al mateix temps, l'empresa va afegir els actius de Maple Pictures i Momentum Pictures a les seves participacions.
El maig de 2015, eOne va consolidar les seves unitats de producció i venda internacional de pel·lícules en una nova unitat coneguda com a eOne Features, amb l’objectiu d’autoproduir i finançar de sis a vuit pel·lícules a l’any. El 16 de desembre de 2015 es va anunciar que eOne seria inversor de Amblin Partners, una empresa conjunta entre Steven Spielberg, Reliance Entertainment, Participant Media, i Universal Pictures. Un dels primers projectes cinematogràfics sota aquesta bandera va ser Eye in the Sky l'any 2015.
El 23 de setembre de 2016, la pel·lícula distribuïda per eOne de Xavier Dolan, Juste la fin du monde, es va proclamar guardadora dins la categoria de millor pel·lícula en llengua estrangera, essent canadenca, als 89è Premis de l'Acadèmia.
El gener de 2019, Universal Pictures va adquirir la divisió d’autodistribució australiana i neozelandesa d’eOne. eOne va distribuir Green Book, el film guanyador de la millor pel·lícula d’Universal el 2019. eOne també va distribuir Spotlight i el nominat a la millor pel·lícula 1917.

### Televisió
eOne Television, anteriorment sota el nom de Barna-Alper Productions és una companyia de producció de televisió fundada el 1980, amb seu a Toronto, Ontario. L'abril de 2005, la companyia va llançar una divisió de distribució, Barna-Alper Releasing. Entertainment One va adquirir Barna-Alper Productions Inc., Blueprint Entertainment i el distribuïdor Oasis International el juliol de 2008 per ampliar les seves capacitats de producció i distribució de televisió. Com a part d'un canvi de marca a tota la companyia, les tres empreses es van incloure a E1 Television el gener del 2009.
Les notables sèries de televisió distribuïdes o produïdes per eOne i les seves filials han inclòs les tres sèries produïdes per Ilana Frank, entre moltes altres: Burden of Truth, Rookie Blue and Saving Hope, Bitten, The Book of Negroes, Border Security: Canada's Front Line, Call Me Fitz, Cardinal, Criminal Minds, Designated Survivor, Haven, Klondike, Mary Kills People, Naked and Afraid, Private Eyes, The Rookie, Siesta Key, The Walking Dead i la sèrie de HBO Hung, Run i Sharp Objects.
El 2013, eOne va arribar a un acord amb AMC Networks per gestionar la distribució internacional de les seves produccions amb un guió original, començant per Halt and Catch Fire. L'acord va ampliar els pactes existents per a Hell on Wheels, produït per eOne, i la distribució internacional de The Walking Dead. El pacte va finalitzar el maig del 2019 (AMC ha ampliat des de llavors el seu negoci de distribució interna), tot i que continuarà gestionant la distribució internacional de sèries existents, així com The Walking Dead i Fear the Walking Dead.

### Música
La divisió musical d’eOne abasta la producció musical, la gravació, la gestió d’artistes, l'entreteniment en directe i la publicació dels grups i artistes de la companyia. La divisió es va formar per primera vegada sota el nom de Koch Records, abans de canviar el nom el 2009. El grup és propietari de les biblioteques d' Artemis Records, Death Row Records, i Dualtone Records. El març del 2016, Chris Taylor es va convertir en el nou president d’eOne Music després que aquest adquirís el seu propi segell: Last Gang Records.

### Família i marques
La divisió família i marques d’eOne s'ocupa principalment de la propietat intel·lectual orientada a la família, inclosos el sector de desenvolupament, distribució, llicències i màrqueting. La divisió s'ha vist acreditada per un creixement de les vendes al detall, de les ofertes de llicències i de la programació de vendes a les emissores, amb ingressos de fins a 202 milions de dòlars a EUA el 2018. Va representar un augment interanual del 28%, amb Peppa Pig i PJ Masks representant un guany de 114,9 i 75,8 milions de dòlars respectivament.

### Realitat virtual
Després d’invertir en la companyia el 2014, eOne va adquirir el 2016 l’agència interactiva Secret Location amb seu a Toronto, especialitzada en experiències de realitat virtual i augmentada. El 2015, Secret Location va guanyar el Premi Emmy en la secció "Experiència d'usuari i disseny visual excel·lents" per la seva vinculació a la sèrie dramàtica Sleepy Hollow.

## Produccions

### Pel·lícules
- 12 Years a Slave (2014) co-producció amb Fox Searchlight Pictures, Lionsgate, Regency Enterprises, River Road Entertainment, Film4 and Plan B)
- 1917 (2019)
- 2 Guns (2013)
- 20th Century Women (2016)
- The Age of Adaline (2015)
- Arrival (2016)
- The Babadook (2014)
- The BFG (2016)
- Big Eyes (2014)
- Burnt (2015)
- Calvary
- Dallas Buyers Club (2014)
- Danny Collins (2015)
- The Death of Stalin (2017)
- Detroit (2017)
- The Divergent Series
- The Duff (2015)
- Eye in the Sky (2015)
- The Fifth Estate (2013)
- Foxcatcher (2014)
- Free Birds (2013) co-production amb Relativity and Reel FX Animation Studios)
- Freeheld (2015)
- The Girl on the Train (2016)
- Green Book (2018)
- Happiest Season (2020)
- the Hunger Games series
- I, Tonya (2017)
- Insidious: Chapter 2 (2013)
- Insidious: Chapter 3 (2015)
- the John Wick film series (distribució des del 2017- present)
- Judy (2019)
- Just Getting Started (2017)
- Justin and the Knights of Valour (2013)
- La La Land (2016)
- The Little Prince (2015)
- Maps to the Stars (2014)
- Matthias & Maxime (2019)
- Midnight Special (2016), co-producció amb Warner Bros. Pictures)
- Midway (2019)
- Molly's Game (2017)
- Mommy (2014)
- Mr. Turner (2014)[108]
- My Little Pony: The Movie (2017) co-producció amb Lionsgate, Allspark Pictures and DHX Media)
- Nightcrawler (2014)
- Official Secrets (2019)
- Power Rangers (2017)
- The Prodigies (2012)
- Queen & Slim (2019)
- Race (2016)
- The Raid 2: Berandal (2014
- Reaper (2014)
- Reasonable Doubt (2014)
- Riddick
- The Rover (2014)[109]
- Scary Stories to Tell in the Dark (2019)[110]
- Secret in Their Eyes (2016)
- The Signal (2014)
- Spotlight (2015)
- That Awkward Moment (2014)
- The Theory of Everything (2014)
- Triple 9 (2015)
- Trumbo (2015)
- Valerian and the City of a Thousand Planets (2017)
- The Water Diviner (2014) distribució a Austràlia compartida amb Universal)
- What If... (2013)
- Woman in Gold (2015)
- Wanted (2008)
- Wild Rose (2019)
- Wonder (2017)

### Sèries de televisió
A sota hi ha una llista de produccions on eOne ha estat implicat, ja sigui a través del procés de producció i/o distribució:
- The Adventures of Sinbad
- Arctic Air
- Being Erica
- Being Human
- The Best Years
- Bitten
- Book of Negroes
- The Bridge
- Burden of Truth (Canadian production only)
- Call Me Fitz
- Cardinal
- Cimarron Strip
- City of Vice
- Candy Land
- Degrassi (Canadian distribution only)
- Deputy
- Designated Survivor
- Ellery Queen
- The Enfield Haunting
- Ex on the Beach
- Fear the Walking Dead
- The Firm (NBC TV series)
- From Dusk till Dawn: The Series
- Glue
- Grafters
- Growing Up Hip Hop
- Growing Up Hip Hop: Atlanta
- Halt and Catch Fire
- Hap and Leonard
- Haven
- Hell on Wheels
- Heartland
- Hiccups
- Hung
- The Hunger
- Ice
- InSecurity
- It Takes a Thief
- King
- Little Mosque on the Prairie
- Lost Girl (season 1 only, Canada only)
- Made in Canada
- Manchild
- Mary Kills People
- Matador
- McCallum
- McLeod's Daughters
- Men with Brooms
- Mile High
- Monsters
- New Street Law
- The Omega Factor
- Primeval: New World
- Private Eyes
- Power Rangers Beast Morphers
- Power Rangers Dino Fury
- Rambo: New Blood
- Ransom
- ReGenesis
- Republic of Doyle
- The Rookie
- Rookie Blue
- Run
- Sanctuary
- Saving Hope
- Sharp Objects
- Show Me Yours
- Siesta Key
- The Street
- Strictly Confidential
- Testees
- This Hour Has 22 Minutes
- Trailer Park Boys (season 9–present)
- The Turnout (in development)
- The Walking Dead
- Upright (Distribution outside of Australia and the UK)
- You Me Her (2016)

### Infantil / Família
- Ben & Holly's Little Kingdom
- Cupcake & Dino: General Services (2018)
- Humf
- Lost and Found
- Magic Hockey Skates
- My Little Pony: Pony Life
- Ninja Express
- Pat & Stan
- Peppa Pig
- PJ Masks
- Ricky Zoom
- Rob the Robot
- The Numtums
- Tractor Tom
- Transformers: Cyberverse
- Transformers: Rescue Bots Academy
- Treehouse Detectives
- Winston Steinburger and Sir Dudley Ding Dong (2016)

### Música
A sota hi ha un llistat d'artistes de música associats amb eOne, ja sigui per segell discogràfic o gerència:
- Alice Ivy
- Arkells
- The Black Madonna
- The Bloody Beetroots
- The Blue Stones
- Blueface
- Brandy
- Bryant Myers
- Chromeo
- Fred Again
- The Game
- Georgia Anne Muldrow
- High on Fire
- Jax Jones
- Jonathan McReynolds
- K. Michelle
- Kah-Lo
- Kaytranada
- Lights
- The Lumineers
- Royce da 5'9"
- Shakey Graves
- Snoop Dogg
- Tegan and Sara
- Todd Dulaney
- Wu-Tang Clan
- Zakk Wylde

### Realitat virtual
A sota hi ha un listat dels jocs de realitat virtual de Secret Location:
- The Great C
- Transpose
- Welcome to Wacken

## Noms i logotips anteriors

Entertainment One (2010–2015)
Entertainment One (2015–)
Alternative variant (2015–)